# Орден Святого Марина
Орден Святого Марина — высшая государственная награда Республики Сан-Марино.

## История
Орден Святого Марина был учрежден 13 августа 1859 года в непростой период истории – объединения Италии, когда под вопросом стояло само существование карликового государства. Орден посвящён легендарному основателю республики – Святому Марину и предназначен для награждения за гражданские или военные заслуги перед республикой Сан-Марино, а так же за выдающиеся достижения в области искусств, науки, политики и благотворительности. Первоначально состоял из пяти классов, но 30 апреля 1964 года был добавлен класс орденской цепи для вручения главам иностранных государств.
Функции великого магистра ордена выполняют капитаны-регенты Сан-Марино, которые носят специальные знаки отличия ордена.
Несмотря на то, что диплом о награждении подписывается капитанами-регентами и министром иностранных дел, распоряжение орденом лежит исключительно на Генеральном совете Сан-Марино. Капитаны-регенты определяют перечень лиц для награждения орденом и направляют письменный меморандум в Генеральный совет для утверждения. 

## Классы
Орден Святого Марина подразделяется на пять классов и особый класс – орденскую цепь:
| Степени ордена |               |              |          |        |         |
| Орденская цепь | Большой крест | Гранд-офицер | Командор | Офицер | Кавалер |
|                |               |              |          |        |         |

Дополнительным указом от 27 сентября 1868 года было установлено придельное количество находящихся в живых награждённых для каждого класса ордена, и оно не должно было быть больше:
- 50 кавалеров Большого креста;
- 100 гранд-офицеров;
- 200 командоров;
- 400 офицеров;
- 2000 кавалеров.

11 января 1872 года Генеральный Совет учредил знаки отличия Великих магистров ордена, предназначенных только для капитанов-регентов. 

## Описание

### Класс орденской цепи
Орденская цепь из позолоченного серебра состоит из центрального звена и звеньев двух типов. Центральное звено в виде геральдического щита Сан-Марино в окружении лавровой и дубовой ветвей. К центральному звену крепится знак ордена. Остальные звенья цепи соединены между собой чередуясь двойными цепочками. Первый тип овальной формы с чеканными изображением святого Марина, второй тип - продолговатый картуш с надписью «LIBERTAS».
Знак ордена аналогичен знакам других классов.
Звезда ордена – восьмиконечная звезда, формируемая множеством разновеликих заострённых лучиков, расположенных пирамидально. На звезду наложен картуш, формируемый четырьмя золотыми лентами с надписью «LIBERTAS». Поле между лент заполнено эмалью синего цвета. На поле наложен знак ордена.

### Остальные классы
Знак ордена – золотой крест мулине белой эмали с золотыми шариками на концах креста и золотыми башенками между концов креста. В центре креста круглый медальон с каймой синей эмали с золотым ободком. В медальоне эмалевый погрудный портрет святого Марина. На кайме надпись: «SAN MARINO PROTETTORE». Знак при помощи переходного звена в виде королевской короны крепится к орденской ленте.
Реверс знака аналогичен аверсу за исключением: в медальоне изображение гербового щита Сан-Марино, на кайме надпись: «MERITO CIVILE E MILITARE».
Звезда ордена – восьмиконечная звезда, формируемая множеством разновеликих заострённых лучиков, расположенных пирамидально, с золотым крестом мулине белой эмали в центре. Между концами креста на правой стороне расположены оливковые ветви, на левой – дубовые. В центре креста круглый медальон синей эмали окруженный витым золотым шнуром с надписью: «RELINQUO VOS AB UTROQUE HOMINE».
Орденская лента шёлковая муаровая синего цвета с тремя былыми широкими равновеликими полосками в центре и тонкими полосками по краям.

## Галерея

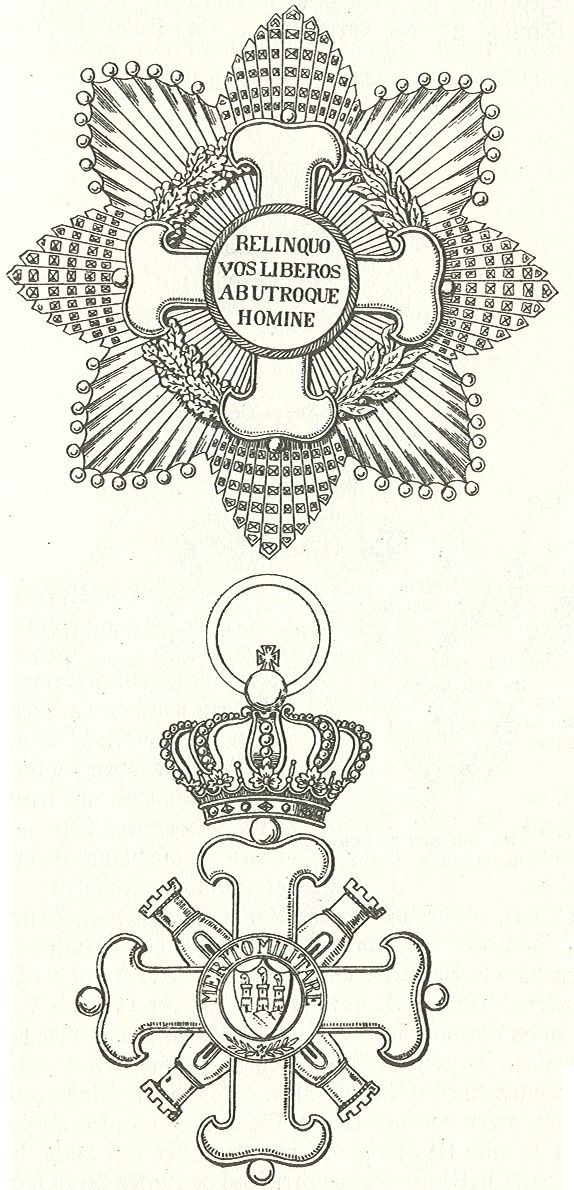
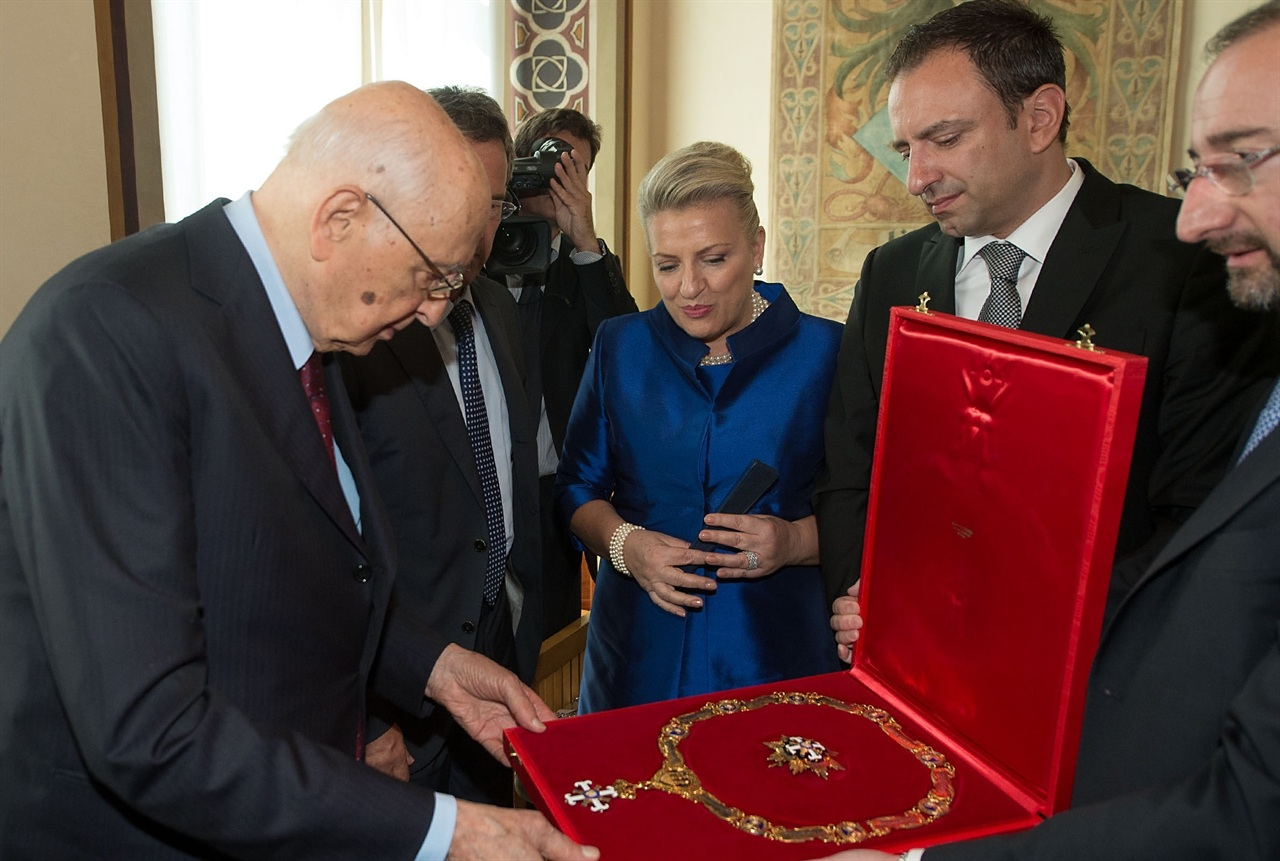
Вручение Президенту Италии Джорджо Наполитано ордена Святого Марина класса орденской цепи
Капитан-регент Сан-Марино Leonida Suzzi Valli с отличительным знаком великого магистра ордена Святого Марина на груди